# Pod Bóżnicą
Pod Bóżnicą – część miasta Wiślica w Polsce położona w województwie świętokrzyskim, w powiecie buskim, w gminie Wiślica.
W latach 1975–1998 miejscowość należała administracyjnie do województwa kieleckiego.
W pobliżu znajduje się cmentarz żydowski.